# Hebe, a Cara da Coragem
Hebe, a Cara da Coragem é uma série documental brasileira de cinco episódios sobre a trajetória de vida e carreira da apresentadora, cantora, radialista, humorista e atriz Hebe Camargo, considerada a "Rainha da Televisão Brasileira".
Produzida pelo SBT, a série tem direção de Michael Ukstin, supervisão de roteiro de Eli Ramos e roteiro de Maria Eugênia Castilho. Estreou em 19 de setembro de 2024 na plataforma +SBT. O documentário também ganhou destaque por registrar a última aparição do músico Caçulinha em tela antes de sua morte, em 5 de agosto do mesmo ano, aos 86 anos.

## Premissa
Muito além das festas e do glamour que a consagraram, Hebe, conhecida como a Rainha do Rádio e da TV, foi uma mulher à frente de seu tempo. Com garra, conquistou seu espaço em um meio predominantemente masculino, tornando-se um verdadeiro ícone do empoderamento feminino.

## Elenco
- Hebe Camargo
- Marcello Camargo Capuano
- Ratinho
- Celso Portiolli
- Patrícia Abravanel
- Maisa Silva
- Carlos Alberto de Nóbrega
- Daniel
- Eliana
- Caçulinha

## Exibição
No dia 18 de setembro, o SBT exibiu a première da minissérie com o primeiro episódio da série documental. No dia seguinte, quinta-feira (19), os cinco episódios completos chegaram ao catálogo do +SBT e também foram disponibilizados no canal +POP da plataforma de streaming.
No Dia Internacional da Mulher, 8 de março, o SBT homenageou a apresentadora com o especial Hebe, a Cara da Coragem - Especial Dia das Mulheres, apresentado por Silvia Abravanel. Exibido no dia do aniversário de Hebe, logo após o Sabadou com Virginia, o programa reuniu os cinco episódios da série em um compacto especial.